# リボヌクレアーゼMRP
リボヌクレアーゼMRP（ribonuclease MRP、略称:RNase MRP、RMRP）は酵素活性を持つリボヌクレオタンパク質であり、真核生物で2つの異なる役割を持つ。RNase MRPは"ribonuclease for mitochondrial RNA processing"すなわちミトコンドリアのRNAのプロセシングを担うリボヌクレアーゼを意味する。ミトコンドリアでは、DNA複製の開始に直接的に関与している。核ではrRNA前駆体のプロセシングに関与し、18S rRNAと5.8S rRNAの間に位置するスペーサー領域（internal transcribed spacer 1、ITS1）を切断する。機能は異なるものの、RNase MRPはRNase Pと進化的に関係していることが示されている。真核生物のRNase Pと同様、RNase MRPはタンパク質サブユニットが結合していなければ触媒活性を持たない。
RNase MRPのRNA要素の変異は、多面発現的な疾患である軟骨毛髪低形成症を引き起こす。RNase MRPのRNAの遺伝子（RMRP）は、疾患を引き起こすことが判明した最初のノンコーディングRNA遺伝子である。

## 機構と変異の影響

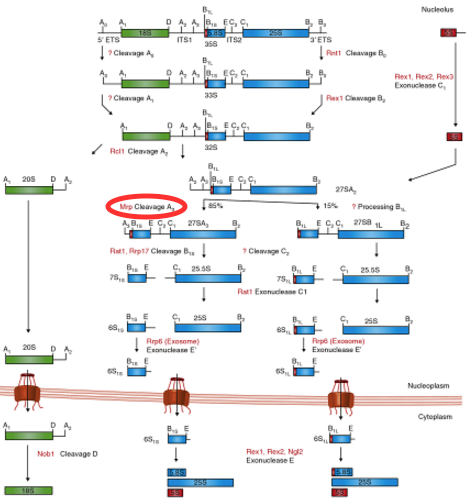
rRNA前駆体プロセシング経路における、RNase MRPによるITS1　A3部位での切断。

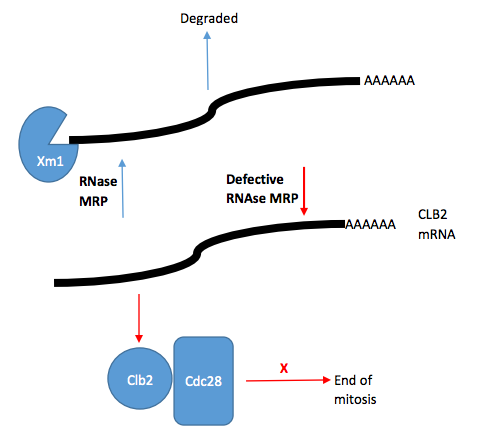
細胞周期の制御におけるRNase MRPの役割の模式図。RNase MRPによるCLB2のmRNAのプロセシングによって、キャップのないRNA転写産物が形成される。この転写産物はその後、5'-3'エキソヌクレアーゼXrn1によって分解される。RNase MRPの欠陥はCLB2のmRNAとタンパク質の増加を引き起こす。CLB2タンパク質のレベルが高く維持されることでCdc28（サイクリン依存性キナーゼ）の活性状態が維持され、有糸分裂の終結が阻害される。

RNase MRPのrRNA前駆体のプロセシングにおける役割は、酵母細胞で研究が行われてきた。RNase MRPはrRNA前駆体のITS1をA3部位で特異的に切断し、その後のさらなるトリミングによって成熟した5.8S rRNAの5'末端が形成される。RNase MRPの複数の温度感受性変異体を用いて収集された近年のデータによると、RNase MRPの不活性化は典型的なrRNAプロセシング経路の初期中間体の全ての大きな減少を引き起こす。しかし、rRNA前駆体の転写自体は影響を受けておらず、そのためRNase MRPはITS1のA3部位の切断以外にもrRNAのプロセシングに重要な役割を果たしていることが示唆されている。酵母細胞でのさらなる研究によって、RNase MRPは細胞周期の調節に関与している可能性が示されている。RNase MRPの変異はプラスミドの誤分配や有糸分裂の終結の遅延を引き起こし、サイクリンB2（CLB2）のmRNA濃度の増加によってCLB2タンパク質の蓄積を引き起こす。RNase MRPはCLB2のmRNAの5′ UTRを切断することが示されており、切断されたmRNAはエキソリボヌクレアーゼ XRN1によって5′から3′方向への迅速な分解が行われる。

## RNase Pとの関係
RNase PとRNase MRPはともにRNAのプロセシングに重要なリボヌクレオタンパク質複合体である。どちらにも高度に保存されたP4ヘリカル領域が存在する。この領域は触媒作用に必要であり、おそらく酵素の活性部位の重要な部分を構成している。RNase Pは真核生物と原核生物の双方に存在し、tRNA前駆体を切断して成熟した5'末端を作り出す。RNase MRPは真核生物にのみ存在し、rRNA前駆体のプロセシングに関与している。その機構は上述した通りである。

### 進化的関係

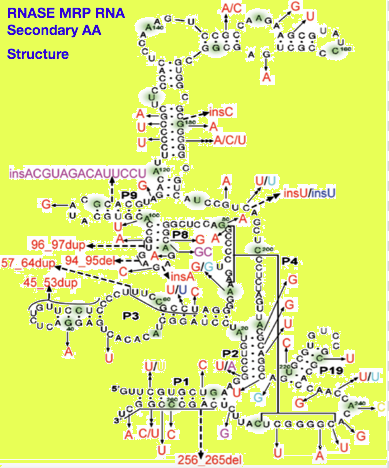
RNase MRPのRNAの詳細な二次構造

これらの2つのリボヌクレアーゼには共通のタンパク質サブユニットが存在し、非常に類似した二次構造へと折りたたまれる。そのため、共通の祖先を持つ進化的関係にある可能性が極めて高い。2つのリボヌクレアーゼには保存された領域が多く存在する。ドメイン1のCR-I、CR-V、CR-IVの配列は保存されており、CR-IVのコンセンサス配列は、RNase PではAGNNNNA、RNase MRPではAGNNAである。CR-IIとCR-IIIはドメイン2内の保存された領域である。P3ヘリックスもすべての真核生物において双方のリボヌクレアーゼで保存されているが、その機能は明らかではない。こうした保存領域の存在は、これら2つの重要なリボヌクレオタンパク質複合体が近接した系統的関係にあることを示している。

## RNase MRPの遺伝子に関係する疾患
貧毛を伴わない骨幹端異形成症（metaphyseal dysplasia without hypotrichosis、MDWH）、anauxetic dysplasia（AD）、kyphomelic dysplasia（KD）、オーメン症候群（OS）は、RMRP遺伝子の変異やRNase MRP活性の異常を伴う疾患である。
| 疾患                         | 略称 | 変異          | 変異の位置                                                                                                | 症状 |
| ---------------------------- | ---- | ------------- | --- | --- |
| 軟骨毛髪低形成症             | CHH  | RNase MRP RNA | 1. プロモーター領域への挿入、重複 2. 転写されるRNase MRP RNA内の変異                                      | 低身長、骨格の異常、血液と免疫系の問題、細く色素の少ない毛髪                                                                        |
| 貧毛を伴わない骨幹端異形成症 | MDWH | RNase MRP RNA | 1. RMRP遺伝子の父方アレルへの挿入、-21_-20へのTCTGTGAAGCTGGGGACの挿入が一般的 2. 母方アレルの218A>G点変異 | 長骨の骨幹端で新たな管状構造を作り出すことができず、多孔質の膨隆した長骨が形成される。                                              |
| Anauxetic dysplasia          | AD   | RNase MRP RNA | ホモ接合型挿入変異と2つの複合ヘテロ接合型変異                                                             | 早期に発症する極度の低身長。成人の伸長は一般的には85 cmを超えることはない。歯の数の異常（標準的な数より少ない）とわずかな精神遅滞。 |
| Kyphomelic dysplasia         | KD   | 未決定        | 父方アレル194-195へTの挿入と母方アレル63C>T点変異                                                         | 短肢性小人症。長骨の湾曲変形、異形、平坦な椎骨、短い肋骨。                                                                          |
| オーメン症候群               | OS   | RNase MRP RNA | RMRP遺伝子に3つの変異（現時点では具体的には不明）                                                         | 免疫不全、うろこ状の紅皮症と重度の皮膚の発赤。                                                                                      |

### 軟骨毛髪低形成症
RNase MRPのRNA構成要素の変異は、多面発現的な疾患である軟骨毛髪低形成症（CHH）を引き起こす。CHHの患者には2種類の変異が同定されている。1つ目のタイプは、RMRP遺伝子のプロモーター領域、TATAボックスと転写開始部位の間での挿入、重複、三重複である。これによって、RNase MRPの転写開始がゆっくりとしたものになるか、全く起こらなくなる。2つ目のタイプは、RNase MRPの転写されるRNA部分の変異である。CHHの患者では、RNase MRPのRNA転写産物には70以上の異なる変異が同定されており、RNase MRP遺伝子のプロモーター領域には約30種類の異なる変異が同定されている。CHHの患者の大部分では、一方のアレルでプロモーター変異、もう一方のアレルでRNA部分の変異という組み合わせか、または双方のアレルでRNA部分の変異という組み合わせである。双方のアレルでのプロモーター変異という組み合わせがほとんどみられないことは、このRNAが全く存在しない場合に致死となることを示している。

### 貧毛を伴わない骨幹端異形成症
貧毛を伴わない骨幹端異形成症（MDWH）の患者は、長骨の骨幹端で正常な新たな管状構造を作り出すことができない。そのため、MDWHと診断された患者は多孔質の膨隆した長骨となる傾向がある。変異はRMRP遺伝子に生じており、父方アレルに挿入（-21_-20 insTCTGTGAAGCTGGGGAC）と母方アレルに218A>G点変異が生じている。MDWHはCHHの一変種である可能性が高い。どちらも低身長を示す点が同じであり、同じ変異によってCHHとMDWHが引き起こされる可能性がある。この2つの疾患は、MDWHではCHHの患者で見られる免疫不全や他の骨格的特徴がみられない点で異なっている。

### Anauxetic dysplasia
Anauxetic dysplasia（AD）は常染色体劣性遺伝する脊椎骨端骨幹端異形成症であり、典型的には早発性（出生前）の極度の低身長で特徴づけられ、成人の身長は典型的には85 cmを超えることはない。標準よりも少ない歯の数やわずかな精神遅滞もADの特徴である。関連する変異は、1つのホモ接合型の挿入変異と2つの複合ヘテロ接合型変異である。5'末端のプロモーター調節領域の変異がこの重症骨疾患と関係している。この疾患に対しては、spondylometaepiphyseal dysplasia, anauxetic typeやspondylometaepiphyseal dysplasia, Menger typeといった名称が用いられることもある。

### Kyphomelic dysplasia
Kyphomelic dysplasia（KD）は短肢性小人症の1種である。KDの特徴は長骨の湾曲変形、異形、平坦な椎骨、短い肋骨である。大腿骨の湾曲変形はKDの診断の際の特徴となる。KDの患者の1人でRMRP遺伝子の変異が発見されており、父方アレルの194-195にTの挿入、母方アレルに63C>T点変異が生じている。オーメン症候群と同様、RMRP遺伝子と疾患の関連は厳密には示されていないが、この遺伝子が1つの因子であることが研究からは示唆されている。KDはきわめて少数の患者でしか観察されていないが、この亜致死性疾患は骨幹端軟骨異形成症（MCD）の特徴的な症状を議論する上で重要な役割を果たしている。KDは、免疫不全と再生不良性貧血を示すという点でMCDのいくつかの種類ときわめて類似している。

### オーメン症候群
オーメン症候群（OS）は重篤な免疫不全疾患で、主にうろこ状の紅皮症と重度の皮膚の発赤によって特徴づけられる。また、OSはリンパ系組織の肥大、長期の下痢、発育不良、好酸球増多症を伴うのが一般的である。OSの患者の遺伝子配列にはRMRP遺伝子に3つの変異がみられ、この遺伝子との関連が示唆されるが、OSの原因を確かめるべく研究が続けられている。現時点で、OSの唯一の治療法は骨髄移植である。OSの治療が全く行われない場合、幼年期に致死となる。OSの患者は免疫不全であるため、感染症に対し適切な対処ができず重篤な二次疾患となることがある。